# Мефферт, Йонас
Йонас Мефферт (нем. Jonas Meffert; родился 4 сентября 1994 года в Кёльне) — немецкий футболист, полузащитник клуба «Гамбург».

## Клубная карьера
Йонас начал заниматься футболом в юношеской команде «Хоффнунгшталь». В возрасте 11 лет присоединился к молодёжной команде «Байер 04».
17 ноября 2012 года Мефферт дебютировал в Региональной лиге «Запад» за вторую команду леверкузенцев.
Менее чем через неделю, 22 ноября 2012 года, в матче группового этапа Лиги Европы против харьковского «Металлиста» состоялся дебют Йонаса за основную команду «Байера». Полузащитник вышел на поле на 65 минуте встречи, заменив Штефана Райнарца.
В сезоне 2013/14 Йонас регулярно выступал за вторую команду «Байер 04». В летнее трансферное окно 2014 года полузащитник присоединился к «Карлсруэ», выступающий во Второй Бундеслиге. Контракт был заключён до 30 июня 2017 года. Первый матч за новый клуб Йонас провёл 19 октября 2014 года, выйдя на замену в игре с «Ааленом».
В сезоне 2018/19 Йонас Мефферт перешёл в «Хольштайн Киль», подписав с клубом контракт до 30 июня 2021 года. Через год после перехода клуб продлил контракт с игроком до 2022 года.

## Карьера в сборной
Йонас выступал за юношеские сборные Германии различных возрастов.